# Bitva u Lutetie
Bitva u Lutetie byl vojenský konflikt mezi Římany pod vedením Tita Labiena a koalicí několika galských kmenů vedených Camulogenem poblíž dnešní Paříže. Skončila vítězstvím Římanů a zničením oppida Lutetie.

## Okolnosti
Na podzim 53 př. n. l. Julius Caesar svolal shromáždění představitelů galských kmenů do Chartres, centra druidských bohoslužeb, ale následně nařídil jeho přemístění do Lutetie. Protože zástupci Parisiů, Senonů, Karnutů, Eburonů a Treverů toto předvolání neuposlechli, Caesar považoval jejich nepřítomnost za formu vyhlášení války a vytáhl proti Senonům. Odpor Senonů a Karnutů nebyl výrazný a po příchodu římských legií se poddali. Eburoni a Treveři se také rychle podvolili, čímž skončila 6. výprava galských válek. S příchodem zimy Caesar odvelel své vojáky do zimoviště v Agedinca a odejel do Říma. Galové využili nepřítomnosti římského vojevůdce a připravovali se na povstání, jehož jedním z hlavních organizátorů byl Vercingetorix. Povstání začalo 23. ledna 52 př. n. l. v Cenabu, kde byli pobiti všichni římští občané. Caesar nečekal na příznivější počasí a vrátil se do Galie přes Alpy. Zaútočil na Cenabum, které nechal vyrabovat a v dubnu oblehl Avaricum. Po jeho pádu Caesar vyslal svého poručíka Labiena se čtyřmi legiemi a částí své kavalérie proti Parisiům. Caesar sám se neúspěšně utkal s galskými kmeny v bitvě u Gergovie.

## Bitva
Během postupu římských legií přicházely z okolí posily na obranu Lutetie. Velením byl i přes svůj vysoký věk pověřen Camulogenus, který měl bohaté vojenské zkušenosti. Camulogenus chtěl využít močály a řeku Bièvru nacházející se na jihu, aby zkomplikoval Římanům jejich postup. Labienus nejprve dobyl Metlosedum, překročil Seinu a napadl galskou koalici u Lutetie. Labienus přišel před Camulogenovo ležení a snažil se pomocí příkopů odvodnit močály. Po několika neúspěšných pokusech Římané v noci opustili tábor a vrátili se Metloseda. Camulogenus, varován uprchlíky z Metloseda, se rozhodl pro stejnou strategii jako Vercingetorix: zničit a vypálit veškeré zázemí v okolí, aby Římany donutil se stáhnout kvůli nedostatku jídla a krmiva. Lutetia byla proto vypálena, oba dřevěné mosty přes Seinu zničeny a Galové se stáhli za močály severně od Seiny, naproti římskému tábora, aby nepříteli odřízli ústup nebo ho vytlačili do řeky. Labienus věděl, že Julius Caesar po prohrané bitvě míří k Narbonne, rozhodl se proto přejít Seinu a v Agedincu se připojit k Caesarově armádě.
Ovšem prostý ústup byl nebezpečný, protože vojsko muselo překročit řeku a při něm mohlo dojít k nepřátelskému útoku. Labienus se proto rozhodl využít lsti. Po setmění nařídil, aby většina vojáků v největší tichosti sešla po proudu řeky. V táboře zůstalo pět nejméně zkušených kohort a dalších pět kohort mělo za úkol záměrně dělat hluk u řeky.

## Průběh bitvy
Camulogenus se nad ránem domníval, že Římané prchají. Rozdělil proto svou armádu – část byla pověřena ochranou tábora a další vyrazila k Seině na levý břeh směrem k Metiosedu. Camulogenus odhalil manévr Římanů příliš pozdě a již jim nemohl zabránit v přechodu přes Seinu. Za úsvitu se obě armády nacházely nejspíš na pláni Grenelle mezi Issy a Vaugirard.
První útok provedla sedmá |legie na pravém křídle, která Galy napadla a rozprášila. Dvanáctá legie tvořící levé křídlo zahrnula první galské řady šípy a oštěpy, ale setkala se houževnatou obranou.
Vítězství Římanů bylo rozhodnuto ve chvíli, kdy se sedmá legie vrátila z pronásledování nepřátel a zaútočila na Galy zezadu, čímž jim odřízla možnost ústupu. V tomto masakru pak zahynul i sám Camulogenus.
Galové ponechaní v záloze hlídáním tábora přispěchali na pomoc. Zaujali pozici na nedalekém kopci, ale nemohli vydržet útok legií a zvrátit průběh bitvy. I přes energický odporu posléze utekli. Všichni bojovníci, kteří se nestihli skrýt v lese na sousedním kopce, byli pobiti římskou jízdou, která byla pověřena jejich pronásledováním. Po tomto boji se Labienus bez překážek přesunul do Agedinca, odkud se připojil k Caesarovi.

## Místo bitvy
Prostor, kde se samotná bitva odehrála, zůstává nejasný a může se jednat o různá místa:
- Tradičně jím bývá pláň Grenelle na levém břehu Seiny.
- Místo se dle popisu nacházelo za bažinami, které by mohly být ústím řeky Orge do Seiny poblíž Juvisy-sur-Orge. Po strategických pohybech vojsk tak mohlo dojít k bitvě mezi Vitry a Ivry.
- Rovněž nedávné archeologické vykopávky v Nanterre zpochybňují tradiční umístění samotné Lutetie.